# ゾンバ・ミュージック・グループ
ゾンバ・ミュージック・グループ（Zomba Music Group）は、1977年にクライヴ・カルダーによって最初は出版事業として設立、1981年にレコード・レーベルに乗り換える。
名称はマラウイの旧首都ゾンバに由来する。

## 概要
2002年6月にBMGに買収されるまでは、世界最大のインディペンデント・レーベル音楽会社で、2002年当時大手5会社と並ぶほどの規模が大きかった。尚BMGはソニー・ミュージックエンタテインメントと合併し、ソニーBMG（現在はソニー・ミュージックエンタテインメント）を設立。ゾンバは旧BMG勢の傘下にある。これに伴い、日本でも2003年にBMGの日本法人であるBMGファンハウス（後のBMG JAPAN、現在はソニー・ミュージックジャパンインターナショナルに併合）と合併した。
日本国内ではかつてCBS・ソニー（現：ソニー・ミュージックレーベルズ）（1981年–1986年）やアルファレコード（現：ソニー・ミュージックレーベルズ/ソニー・ミュージックパブリッシング〈SMPJ〉）（1986年–1993年）やBMGビクター（現：ソニー・ミュージックレーベルズ）（1993年–1996年）やエイベックス（1996年–2000年）と提携していた。その後、2000年10月1日に、独立し日本法人「ゾンバ・レコーズ・ジャパン」を設立したこともあった。日本レコード協会（RIAJ）の準会員であった。現在、ゾンバ・ミュージック・グループの日本盤はソニー・ミュージックジャパンインターナショナル・RCA/JIVEグループを経て、ソニー・ミュージックレーベルズから発売されている。

## 沿革
- 1977年 出版事業会社としてクライヴ・カルダーが設立。
- 19??年 イギリス・ロンドンにオフィスを設置。
- 1981年 ゾンバ・レコーディング・コーポレーションとして業種を音楽事業に切り替える。
- 1991年 BMGはゾンバの音楽出版部門を25%買収。
- 1996年 BMGはレコード部門を20%買収。
- 2002年 前年12月にBMGはゾンバの買収を起案、本年6月11日に28億5000万ドルで買収し、傘下に置く。

### BMGに合併するまでの流れ
BMGはEMIと合併する予定であったが、EMIは独占禁止法が問題あることを懸念し2001年に合併を解消した（EMIは過去にもワーナー・ミュージック・グループとの合併解消の経験があった）。背景には条件としてヴァージン・ミュージック・グループを手放さなかった事もある。この合併が成立すると、ユニバーサル・ミュージック・グループに並ぶ世界最大のレコード会社になる予定だった。
そこでBMGは独立系のレーベルの買収に踏み切る。ゾンバの音楽出版部門を1991年に25%、レコード部門を1996年に20%獲得しており、買収を確実と見ていたからだ。そして2002年6月にゾンバを28億5000万ドルで買収した。

## 主レーベル
- ゾンバ・レコード Zomba Records
- ジャイヴ・レコード Jive Records
  - エピデミック・レコード Epidemic Records
- ラ・フェイス・レコード La Face Records
- ソーソーデフ・レコーディングス So So Def Recordings（アリスタ・レコードから配給権を移行。その後、配給権はVirgin Music Group、アイランド・デフ・ジャム・ミュージック・グループを経て、2009年よりSME傘下となる）
- ヴォルケーノ・レコード Volcano Records
- ヴァリティー・レコード Verity Records
- ミュージック・フォー・ネイションズ Music For Nations（2004年に消滅）
- ピナクル・レコード Pinacle Records
- ラフ・トレード・レコード Rough Trade Records
- シルヴァートーン・レコード Silvertone Records